# نشانه‌های اصلی کاناول
نشانه‌های اصلی کاناول (انگلیسی: Kanavel's cardinal signs) نشانه‌ای بالینی است که در بیماران مبتلا به عفونت غلاف تاندون فلکسور دست (تنوسینوویت فلکسور عفونی) دیده می‌شود که یک بیماری جدی است که ممکن است باعث از دست دادن سریع عملکرد انگشت آسیب‌دیده شود.
نشانه‌های اصلی کاناول از چهار جزء تشکیل شده است:
- انگشت آسیب‌دیده دارای خمیدگی (فلکشن) جزئی است.
- تورم دوکی‌شکل روی زردپی آسیب‌دیده وجود دارد.
- حساسیت به لمس روی غلاف تاندون فلکسور آسیب‌دیده وجود دارد.
- هنگام اکستنشن غیرفعال انگشت آسیب‌دیده، درد وجود دارد.

این نشانه پزشکی به افتخار آلن بی. کاناول که نخستین بار آن را در سال ۱۹۱۲ توصیف کرد، نام‌گذاری شده است.